# Pseudochironomus badius
Pseudochironomus badius är en tvåvingeart som beskrevs av Ole Anton Saether 1977. Pseudochironomus badius ingår i släktet Pseudochironomus och familjen fjädermyggor.
Artens utbredningsområde är Manitoba. Inga underarter finns listade i Catalogue of Life.